# 동소
동소(董昭, 156년 ~ 236년)은 중국 삼국시대 조위의 관료로, 자는 공인(公仁)이며 연주 제음군 정도현(定陶縣) 사람이다.

## 생애

### 원소의 신하로서의 삶
초기에 원소를 섬겼다.
191년, 원소가 한복의 땅을 빼앗자, 친공손찬파와 친원소파 둘로 나뉘었는데, 동소가 나서 친공손찬파인 거록태수에게 권유를 하여 친원소파로 만들었다.
193년 3월, 위군태수 율반이 반란군에게 죽자 원소는 동소를 위군태수에 임명하였다.
한편 동소의 동생 동방(董訪)은 진류태수 장막의 휘하에 있었다. 이때 원소는 어떤 사람의 참언을 들어 동소를 해치려 하였고, 동소는 조정으로 가 황제를 뵈려 하였으나 하내에서 장양에게 붙잡혔다. 동소는 자신의 직위와 벼슬을 모두 버리고 장양에게 투항한다.

### 장양의 신하로서의 삶
196년, 이각과 곽사의 내분이 일어나자, 헌제는 장안에서 탈출하여 낙양으로 도주하였을때, 양표가 조조에게 도움을 요청하였고, 이에 조조는 군사를 이끌고 헌제를 구출하러간다. 그러나 조조군은 때마침 하내를 걸쳐야 했기 때문에 장양에게 길을 요청했다. 이에 장양이 동소에게 의견을 물으니,
“난세에 가까운 제후들과 척을 져서 좋을 것이 없으며, 지금 조조로서도 굳이 헌제를 구출하러 가는데 우리를 공격할 이유가 없으니, 길을 내어주는 것이 좋겠습니다.”
라고 말하였고, 장양은 이에 조조에게 길을 열어주어 헌제를 구출하였고, 조조와의 관계 또한 우호적으로 되었다.
194년, 조조가 황건적 소탕에 힘을 기울였을 때, 낙양에서 한섬과 양봉, 장양과 동승 사이에 내분이 일어났는데, 동소는 양봉에게 조조에게 협력을 요청하는 것을 권하였고, 양봉은 이에 조조에게 협력을 구했으나, 조조의 세력에 흡수되어 양봉과 한섬은 도주해 버린다. 이에 장양 또한 도주를 하려하였으나, 동소는 조조에게 헌제를 허(許)로 이동할 것을 권하였고, 조조는 이에 헌제를 모시고 허창으로 옮겼다. 이로써 계략으로 주위의 세력가들을 없에버린다.
199년, 장양이 부하 양추에게 살해당하자 조조에게 하내를 바쳤다.

### 위나라의 신하로서의 삶
200년, 관도대전이 일어났을 시기, 순유의 계책으로 원소군의 배후를 찌르려는 척 하였다. 이에 안량은 소수의 병력으로 백마진(白馬津)으로 이끌고 갔는데, 이때 동소의 부대가 안량의 진영을 뚫어 관우가 안량의 목을 벨 수 있는 길을 터 주었다.
또한 조조가 오환 정벌을 감행하였을때, 군량 수송 문제로 어려움을 겪고 있었다. 이에 동소는 수로를 만들어 군량을 수송하자는 의견을 내어, 경제적 손실을 줄였고, 오환족을 무너뜨려 원씨 가문을 전멸시키는 결정적인 역할을 하였다.
211년, 조조에게 위공(魏公)으로 오를 것을 권유하였고, 구석(九錫)을 청하였으나 구석은 순욱의 반대로 이뤄지지는 않았다.
213년, 다시 위공을 재청하여 위공으로 추대하였다.
219년, 손권이 서신을 보내어 관우를 함께 협공하여 붙잡자는 내용과 이를 관우가 모르도록 비밀로 처리하자는 내용을 보냈다. 이에 모든 관리들은 동의하였으나, 동소는 이에 반대해 조조에게 고하였다.
“이는 비밀로 할 사안이 아닙니다. 손권이 이 계략을 비밀로 해 관우를 사로잡게 되면 그 모든 죄를 우리에게 뒤집어 씌워 어부지리로 형주를 독차지하겠다는 야심입니다. 그러니 이와 같은 사실을 관우에게도 알려야 합니다. 그렇게 되면 관우는 오나라또한 막아야 하기 때문에 군사를 분산시켜야 할 것이며, 손권의 야욕이 만천하에 드러나게 되는 것이니 더는 뒷장난을 칠 수 없을 것입니다.”
이에 조조는 동소의 말이 옳다 여겨 그의 의견을 따랐고, 손권은 느닷없이 관우의 뒤를 치는 배신자가 되어버려 위나라와 동맹을 맺어버리는 셈이 됐다. 이때 동소는 관우가 형주로 도망가려는 것을 파악하고, 서황을 보내어 관우의 뒤를 치게 하여 관우군을 무참히 짓밟아 버리게 된다.
222년, 하후상을 대장군으로 삼아 강릉(江陵)을 공격하게 하였다. 이때 동소는 문제를 따라 전장에 참전하였는데, 이때 날씨는 지지부진 하였다. 이때 하후상이 삼각주(三角洲)에 진을 치자, 동소는 그 소식을 듣고 문제에게 상소를 올렸는데 내용은 이러했다.
「지금 당장에는 강릉을 치는 진영이 유리할지 모르나 지금처럼 지지부진한 상황에서 밀물이 들어와 잠겨버리면 모든 것이 수포가 되고 맙니다. 차라리 철군을 시키심이 낫습니다.」
문제는 동소의 의견을 옳게 생각하여 하후상의 부대를 철군시켰고, 이에 동소를 원망하였다. 그러나 열흘 만에 밀물이 들어와 삼각주를 덮어 버리자, 그제야 모두는 동소에게 감사를 표하였다. 그리고 그 공로로 위위가 되었다.
명제의 즉위 후에는 사도가 되었다.
향년 81세에 죽었다.

## 일화
조조가 낙양에서 헌제를 모시던 인사들과 인사를 나누게 되었는데, 모두 얼굴들이 거무튀튀하고 피골이 상접한 모습이었다고 한다. 이때 유독 동소만이 얼굴에 기름이 반질반질 거리고 혈색이 화사하자, 조조는 이에 희한해서 어찌해 안색이 그리도 좋은지 묻자 동소는,
“30년간 채식만 하다 보니 장과 피부가 좋아졌고, 굶어도 배가 고프지 않습니다.”
라고 하였다.

## 《삼국지연의》에서의 동소
《삼국지연의》에서 동소는 원소와 장양을 섬겼다는 말은 없었으며, 211년과 213년에 조조가 위공과 구석에 오를 때만 등장하였고, 그 다음에는 등장하지 않는다.

## 가계
| 전임 왕랑 | 조위의 사도 (대리)230년 ~ 232년 7월 232년 7월 ~ 236년 5월 13일 | 후임 진교 |

## 같이 보기
- 삼국지 인물 목록